# Exzellenzstrategie
Die Exzellenzstrategie ist eine Bund-Länder-Vereinbarung nach Artikel 91b GG zur nachhaltigen Stärkung der Spitzenforschung und der internationalen Wettbewerbsfähigkeit deutscher Universitäten, die 2016 in Nachfolge der Exzellenzinitiative beschlossen wurde. Für die Exzellenzstrategie stellen Bund und Länder ab 2018 jährlich insgesamt 533 Mio. Euro zur Verfügung, davon 385 Mio. Euro für die erste Förderlinie der Exzellenzcluster und 148 Mio. Euro für die zweite Förderlinie der Exzellenzuniversitäten. Die Mittel werden vom Bund und den jeweiligen Sitzländern im Verhältnis 75:25 getragen.

## Ziele
Die Ziele der Exzellenzstrategie sind in der Verwaltungsvereinbarung zwischen Bund und Ländern gemäß Artikel 91b Absatz 1 des Grundgesetzes zur Förderung von Spitzenforschung an Universitäten definiert:
- Nachhaltige Stärkung des Wissenschaftsstandorts Deutschland durch Verbesserung seiner internationalen Wettbewerbsfähigkeit
- Stärkung der Universitäten durch die Förderung wissenschaftlicher Spitzenleistungen, Profilbildungen und Kooperationen im Wissenschaftssystem
- Ausbildung von Leistungsspitzen in der Forschung und die Anhebung der Qualität des Hochschul- und Wissenschaftsstandorts Deutschland in der Breite

Die Internationale Kommission zur Evaluation der Exzellenzinitiative (sog. Imboden-Kommission) war der einhelligen Meinung, das Nachfolgeprogramm der Exzellenzinitiative müsse deren zentrales Ziel, nämlich die Stärkung der Spitzenforschung in Deutschland und die Verbesserung der internationalen Wettbewerbsfähigkeit der Universitäten als zentrale Träger des Forschungssystems noch konsequenter in den Fokus nehmen. Es dürfe im Hinblick auf die begrenzten Mittel seine Wirksamkeit nicht durch die Vermischung mit anderen Zielen schwächen, seien diese noch so berechtigt und dringend.

## Förderlinien
Die Exzellenzstrategie umfasst zwei Förderlinien, die aufeinander aufbauen: Exzellenzcluster und Exzellenzuniversitäten.
Mit den „Exzellenzclustern“ werden international wettbewerbsfähige Forschungsfelder an Universitäten beziehungsweise Universitätsverbünden projektbezogen gefördert. In den Exzellenzclustern arbeiten Wissenschaftler verschiedener Disziplinen und Institutionen an einem Forschungsvorhaben zusammen. Die Förderung gibt ihnen die Möglichkeit, sich intensiv auf ihr Forschungsziel zu konzentrieren, wissenschaftliche Nachwuchskräfte auszubilden und internationale Spitzenkräfte zu rekrutieren. Universitäten mit Exzellenzclustern können außerdem eine „Universitätspauschale“ als Strategiezuschlag zur Stärkung ihrer Organisation und strategischen Ausrichtung beantragen. Exzellenzcluster werden für die Dauer von sieben Jahren gefördert. Eine zweite Förderperiode von wiederum sieben Jahren ist möglich. Die Förderlinie wird regelmäßig alle sieben Jahre ausgeschrieben.
Die Förderlinie „Exzellenzuniversitäten“ dient der Stärkung der Universitäten beziehungsweise eines Verbundes von Universitäten als Institution und dem Ausbau ihrer internationalen Spitzenstellung in der Forschung auf Basis erfolgreicher Exzellenzcluster. Um sich als Exzellenzuniversität bewerben zu können, müssen Universitäten daher mindestens zwei, als Universitätsverbünde mindestens drei Exzellenzcluster eingeworben haben. Exzellenzuniversitäten werden dauerhaft gefördert, müssen sich aber alle sieben Jahre einer Überprüfung der Fördervoraussetzungen stellen. Das heißt, die Exzellenzuniversitäten müssen regelmäßig alle sieben Jahre im Wettbewerb mit Neuanträgen die für die Förderung notwendige Anzahl von Exzellenzclustern erfolgreich neu einwerben.

## Verfahren
Die Deutsche Forschungsgemeinschaft (DFG) führt das Verfahren für die Förderlinie der Exzellenzcluster und der Wissenschaftsrat (WR) das Verfahren für die Förderlinie der Exzellenzuniversitäten durch.
Die finalen Förderentscheidungen trifft die Exzellenzkommission, die aus einem wissenschaftlichen Expertengremium und den für Wissenschaft zuständigen Ministern des Bundes und der Länder besteht, in einem „zweistufigen, wettbewerblichen und wissenschaftsgeleiteten“ Verfahren. Das Expertengremium besteht aus 39 international anerkannten Experten, die vom Senat der DFG und von der Wissenschaftlichen Kommission des Wissenschaftsrats gemeinsam vorgeschlagen und von der Gemeinsamen Wissenschaftskonferenz (GWK) ernannt werden. Die Exzellenzkommission entscheidet auf Basis der Empfehlungen des Expertengremiums über die Förderung von Exzellenzclustern und Exzellenzuniversitäten. In der Exzellenzkommission haben die Wissenschaftler mit 39 Stimmen (die stimmberechtigten Mitglieder des Expertengremiums führen jeweils eine Stimme) gegenüber der Politik mit 32 Stimmen (die Minister der Länder führen jeweils eine Stimme, der Bundesminister sechzehn) die Mehrheit.
Für Entscheidungen der Exzellenzkommission über Exzellenzcluster ist die einfache Mehrheit der abgegebenen Stimmen erforderlich. Für Entscheidungen über Exzellenzuniversitäten ist eine doppelte Mehrheit erforderlich: eine einfache Mehrheit der abgegebenen Stimmen der Mitglieder des Expertengremiums sowie eine Mehrheit von mindestens 25 Stimmen der Minister des Bundes und der Länder.

## Erste Ausschreibungsrunde der Exzellenzstrategie

### Ergebnis
Die erste Ausschreibungsrunde der Exzellenzstrategie begann im September 2016 mit der Ausschreibung der beiden Förderlinien Exzellenzcluster und Exzellenzuniversitäten. Bis zum 3. April 2017 waren die Universitäten aufgefordert, Antragsskizzen zu Exzellenzclustern einzureichen. Am 28. September 2017 hat das mit internationalen Wissenschaftlern besetzte Expertengremium insgesamt 88 Projekte aus 195 Skizzen für Exzellenzcluster ausgewählt. Die Anträge für Exzellenzcluster mussten bis zum 21. Februar 2018 eingereicht werden. Nach erneuter wissenschaftlicher Begutachtung hat die Exzellenzkommission am 27. September 2018 insgesamt 57 Anträge von 34 Universitäten zur Förderung für sieben Jahre ab dem 1. Januar 2019 ausgewählt.
Mit der Förderentscheidung in der ersten Förderlinie war auch die Antragsrunde für die zweite Förderlinie eröffnet. Die Universitäten bzw. Universitätsverbünde mussten bis zum 10. Dezember 2018 ihre Anträge einreichen. Zwischen Januar und Mai 2019 wurden Ortsbesuche bei den 17 Einzeluniversitäten und 2 Verbünden durchgeführt. Es waren jeweils ca. 12 (Einzeluniversitäten) bzw. 14 (Verbünde) wissenschaftliche Gutachter und jeweils 4 Mitglieder des Expertengremiums anwesend. Der Wissenschaftsrat hat zusammen mit den jeweiligen Gutachtern und den anwesenden Mitgliedern des Expertengremiums eine englischsprachige Zusammenfassung der Bewertung erstellt, die Grundlage für die deutschsprachigen Begutachtungsberichte war. Anschließend hat das Expertengremium mit insgesamt 39 ausgewiesenen Wissenschaftlern auf der Grundlage der wissenschaftlichen Bewertung eine vergleichende Bewertung der Anträge vorgenommen und der Expertenkommission einen Entscheidungsvorschlag vorgelegt.
Am 19. Juli hat die Expertenkommission auf Basis des wissenschaftsgeleiteten Auswahlverfahrens die finale Förderentscheidung verkündet und zehn Universitäten sowie einen Universitätsverbund ausgewählt, die ab dem 1. November 2019 dauerhaft als Exzellenzuniversität gefördert werden.

### Exzellenzcluster
Von den 88 Förderanträgen von 41 Universitäten in der Förderlinie Exzellenzcluster wurden am 27. September 2018 57 Exzellenzcluster an 34 Universitäten zur Förderung ausgewählt. Die Förderung läuft seit 1. Januar 2019 zunächst für sieben Jahre, bei erfolgreicher Wiederbewerbung kann die Förderperiode um weitere sieben Jahre verlängert werden. Insgesamt sind jährlich rund 385 Millionen Euro Fördermittel vorgesehen.
Ursprünglich waren in der Förderlinie „45 bis 50 Exzellenzcluster mit einem Umfang von je 3 bis 10 Millionen Euro jährlich“ vorgesehen. Nach Medienberichten setzte Bundesbildungsministerin Anja Karliczek gemeinsam mit Ländervertretern in der Entscheidungskommission durch, dass elf von zwölf Anträgen, die vom Expertengremium als eingeschränkt förderfähige Anträge eingestuft wurden, in die Förderung aufgenommen wurden. Diese Exzellenzcluster befinden sich insbesondere in Nordrhein-Westfalen, Niedersachsen und Baden-Württemberg. Die Fördermittel blieben bei den zuvor festgelegten 385 Millionen Euro, wodurch die erfolgreichen Exzellenzcluster durchschnittlich 26 % weniger Mittel erhalten.
In der medialen Berichterstattung wurden insbesondere die Erfolge der Universitäten Bonn (sechs erfolgreiche Anträge, davon vier als antragsstellende Institution) und Hamburg (vier erfolgreiche Anträge) herausgestellt. So bezeichnete Jan-Martin Wiarda in der Zeit Campus die Anzahl der erfolgreichen Anträge der Universität Bonn als „sensationell gutes Ergebnis, das überall mit Anerkennung quittiert wurde“. Anna-Lena Scholz kommentierte ebenfalls in der Zeit Campus zum Ergebnis der beiden Universitäten: „Beide [Universitäten Hamburg und Bonn] haben jetzt gezeigt, dass Exzellenzuniversitäten nicht vom Himmel fallen, sondern sich Spitzenleistungen hart und strategisch erarbeiten lassen.“
| Fördernummer | Antragstellende Institution | Titel des Exzellenzclusters |
| ------------ | --- | --- |
| 2002         | Berlin University Alliance: Freie Universität Berlin, Humboldt-Universität zu Berlin, Charité – Universitätsmedizin Berlin und Technische Universität Berlin | Science of Intelligence (SCIoI) |
| 2004         | Universität zu Köln | Materie und Licht für Quanteninformation (ML4Q)                                                                                          |
| 2008         | Berlin University Alliance: Freie Universität Berlin, Humboldt-Universität zu Berlin, Charité – Universitätsmedizin Berlin und Technische Universität Berlin | Unifying Systems in Catalysis (UniSysCat)                                                                                                |
| 2020         | Berlin University Alliance: Freie Universität Berlin, Humboldt-Universität zu Berlin, Charité – Universitätsmedizin Berlin und Technische Universität Berlin | Temporal Communities. Literatur als Praxis in globaler Perspektive                                                                       |
| 2023         | Rheinisch-Westfälische Technische Hochschule Aachen | Cluster of Excellence – Exzellenzcluster Internet of Production                                                                          |
| 2025         | Berlin University Alliance: Freie Universität Berlin, Humboldt-Universität zu Berlin, Charité – Universitätsmedizin Berlin und Technische Universität Berlin | Matters of Activity. Image Space Material                                                                                                |
| 2026         | Justus-Liebig-Universität Gießen / Johann Wolfgang Goethe-Universität Frankfurt am Main                                                                      | Cardio-Pulmonary Institute (CPI) |
| 2030         | Universität zu Köln | CECAD – Exzellent in Alternsforschung |
| 2033         | Ruhr-Universität Bochum | RESOLV (Ruhr Explores Solvation) |
| 2035         | Universität Konstanz | Die politische Dimension von Ungleichheit: Wahrnehmungen, Partizipation und Policies                                                     |
| 2036         | Rheinische Friedrich-Wilhelms-Universität Bonn | Bonn Center for Dependency and Slavery Studies (BCDSS)                                                                                   |
| 2037         | Universität Hamburg | Climate, Climatic Change, and Society (CLICCS)                                                                                           |
| 2044         | Westfälische Wilhelms-Universität Münster | Mathematik Münster: Dynamik – Geometrie – Struktur                                                                                       |
| 2046         | Berlin University Alliance: Freie Universität Berlin, Humboldt-Universität zu Berlin, Charité – Universitätsmedizin Berlin und Technische Universität Berlin | MATH+: Berlin Mathematics Research Center                                                                                                |
| 2047         | Rheinische Friedrich-Wilhelms-Universität Bonn | Hausdorff Center for Mathematics (HCM)                                                                                                   |
| 2048         | Heinrich-Heine-Universität Düsseldorf / Universität zu Köln                                                                                                  | CEPLAS – Exzellenzcluster für Pflanzenwissenschaften                                                                                     |
| 2049         | Berlin University Alliance: Freie Universität Berlin, Humboldt-Universität zu Berlin, Charité – Universitätsmedizin Berlin und Technische Universität Berlin | NeuroCure |
| 2050         | Technische Universität Dresden | Centre for Tactile Internet with Human-in-the-Loop (CeTI)                                                                                |
| 2051         | Friedrich-Schiller-Universität Jena | Balance of the Microverse |
| 2052         | Universität Bayreuth | Africa Multiple: Reconfiguring African Studies                                                                                           |
| 2055         | Berlin University Alliance: Freie Universität Berlin, Humboldt-Universität zu Berlin, Charité – Universitätsmedizin Berlin und Technische Universität Berlin | Contestations of the Liberal Script (SCRIPTS)                                                                                            |
| 2056         | Universität Hamburg | CUI: Advanced Imaging of Matter |
| 2060         | Westfälische Wilhelms-Universität Münster | Religion und Politik. Dynamiken von Tradition und Innovation                                                                             |
| 2064         | Eberhard Karls Universität Tübingen | Maschinelles Lernen: Neue Perspektiven für die Wissenschaft                                                                              |
| 2067         | Georg-August-Universität Göttingen | Multiscale Bioimaging: Von molekularen Maschinen zu Netzwerken erregbarer Zellen                                                         |
| 2068         | Technische Universität Dresden | Physik des Lebens – Die dynamische Organisation lebender Materie (PoL)                                                                   |
| 2070         | Rheinische Friedrich-Wilhelms-Universität Bonn | PhenoRob – Robotik und Phänotypisierung für Nachhaltige Nutzpflanzenproduktion                                                           |
| 2075         | Universität Stuttgart | Daten-integrierte Simulationswissenschaft (SimTech)                                                                                      |
| 2077         | Universität Bremen | Der Ozeanboden – unerforschte Schnittstelle der Erde                                                                                     |
| 2082         | Karlsruher Institut für Technologie / Ruprecht-Karls-Universität Heidelberg                                                                                  | 3D Matter Made to Order (3DMM2O) |
| 2089         | Technische Universität München / Ludwig-Maximilians-Universität München                                                                                      | e-conversion |
| 2092         | Ruhr-Universität Bochum | Cyber-Sicherheit im Zeitalter großskaliger Angreifer (CASA)                                                                              |
| 2094         | Technische Universität München / Ludwig-Maximilians-Universität München                                                                                      | ORIGINS: Vom Ursprung des Universums bis zu den ersten Bausteinen des Lebens                                                             |
| 2111         | Ludwig-Maximilians-Universität München / Technische Universität München                                                                                      | Munich Center for Quantum Science and Technology                                                                                         |
| 2117         | Universität Konstanz | Forschungskolleg Kollektives Verhalten                                                                                                   |
| 2118         | Johannes Gutenberg-Universität Mainz | Precision Physics, Fundamental Interactions and Structure of Matter (PRISMA+)                                                            |
| 2120         | Universität Stuttgart | Integratives computerbasiertes Planen und Bauen für die Architektur                                                                      |
| 2121         | Universität Hamburg | Quantum Universe |
| 2122         | Gottfried Wilhelm Leibniz Universität Hannover | PhoenixD: Photonics, Optics, and Engineering – Innovation Across Disciplines                                                             |
| 2123         | Gottfried Wilhelm Leibniz Universität Hannover / Technische Universität Braunschweig                                                                         | QuantumFrontiers – Licht und Materie an der Quantengrenze                                                                                |
| 2124         | Eberhard Karls Universität Tübingen | Controlling Microbes to Fight Infections (CMFI) – Kontrolle von Mikroorganismen zur Bekämpfung von Infektionen                           |
| 2126         | Rheinische Friedrich-Wilhelms-Universität Bonn / Universität zu Köln                                                                                         | ECONtribute: Märkte & Public Policy |
| 2145         | Ludwig-Maximilians-Universität München / Technische Universität München                                                                                      | Munich Cluster for Systems Neurology (SyNergy)                                                                                           |
| 2147         | Julius-Maximilians-Universität Würzburg / Technische Universität Dresden                                                                                     | Komplexität und Topologie in Quantenmaterialien (CT.QMAT)                                                                                |
| 2150         | Christian-Albrechts-Universität zu Kiel | ROOTS – Social, Environmental, and Cultural Connectivity in Past Societies                                                               |
| 2151         | Rheinische Friedrich-Wilhelms-Universität Bonn | ImmunoSensation2 – the immune sensory system                                                                                             |
| 2154         | Universität Ulm / Karlsruher Institut für Technologie | POLiS – Post Lithium Storage |
| 2155         | Medizinische Hochschule Hannover | RESIST – Resolving Infection Susceptibility                                                                                              |
| 2163         | Technische Universität Braunschweig | Sustainable and Energy-Efficient Aviation – SE²A                                                                                         |
| 2167         | Christian-Albrechts-Universität zu Kiel | Präzisionsmedizin für Chronische Entzündungserkrankungen (PMI)                                                                           |
| 2176         | Universität Hamburg | Understanding Written Artefacts |
| 2177         | Carl von Ossietzky Universität Oldenburg / Medizinische Hochschule Hannover / Gottfried Wilhelm Leibniz Universität Hannover                                 | Hearing4all |
| 2180         | Eberhard Karls Universität Tübingen | Individualisierung von Tumortherapien durch molekulare Bildgebung und funktionelle Identifizierung therapeutischer Zielstrukturen (iFIT) |
| 2181         | Ruprecht-Karls-Universität Heidelberg | STRUKTUREN: Emergenz in Natur, Mathematik und komplexen Daten                                                                            |
| 2186         | Rheinisch-Westfälische Technische Hochschule Aachen | Das Fuel Science Center – Adaptive Umwandlungssysteme für erneuerbare Energie- und Kohlenstoffquellen                                    |
| 2189         | Albert-Ludwigs-Universität Freiburg | CIBSS – Centre for Integrative Biological Signalling Studies                                                                             |
| 2193         | Albert-Ludwigs-Universität Freiburg | Lebende, adaptive und energieautonome Materialsysteme (livMatS)                                                                          |

### Exzellenzuniversitäten
Aus den antragstellenden Universitäten wurden am 19. Juli 2019 elf „Förderfälle“ (Summe aus Universitätsverbünden und Einzeluniversitäten) als Exzellenzuniversitäten gekürt:
| Name der Hochschule (alphabetisch nach Ort) | Titel des Antrags                                                                                   |
| --- | --------------------------------------------------------------------------------------------------- |
| Rheinisch-Westfälische Technische Hochschule Aachen | The Integrated Interdisciplinary University of Science and Technology. Knowledge. Impact. Networks. |
| Berlin University Alliance: Freie Universität Berlin, Humboldt-Universität zu Berlin, Technische Universität Berlin und Charité – Universitätsmedizin Berlin | Crossing Boundaries toward an Integrated Research Environment                                       |
| Rheinische Friedrich-Wilhelms-Universität Bonn | WE invest in people – WE foster networks – WE create impact                                         |
| Technische Universität Dresden | TUD 2028 – Synergy and beyond                                                                       |
| Universität Hamburg | A Flagship University: Innovating and Cooperating for a Sustainable Future                          |
| Ruprecht-Karls-Universität Heidelberg | The Comprehensive Research University Heidelberg: The Future since 1386                             |
| Karlsruher Institut für Technologie | The Research University in the Helmholtz Association: Living the Change                             |
| Universität Konstanz | University of Konstanz – creative.together                                                          |
| Ludwig-Maximilians-Universität München | LMUexcellent – A New Perspective                                                                    |
| Technische Universität München | TUM. The Entrepreneurial University – Innovation by Talents, Excellence, and Responsibility         |
| Eberhard Karls Universität Tübingen | Research – Relevance – Responsibility: Open to New Challenges and a Global Scope of Action          |

Die Universität zu Köln verlor ihren Titel als Exzellenzuniversität, den sie in der letzten dritten Runde der Exzellenzinitiative mit Förderbeginn 2012 erringen konnte. Das im letzten Auswahlprozess 2012 ausgeschiedene KIT konnte den Status zurückerobern. Erstmals dabei sind die Universitäten Bonn und Hamburg. Die Universität Bremen, die 2012 noch mit einem Zukunftskonzept gefördert wurde, schied diesmal bereits in der Vorauswahl aus.
Da beinahe alle in der Exzellenzstrategie berücksichtigten Universitäten den Höchstsatz an Fördermitteln von 15 Millionen Euro beantragt hatten, wurden zur Einhaltung der Gesamtobergrenze von 148 Millionen Euro die Antragssummen im Schnitt um rund 17,5 Prozent angepasst. Den danach verbliebenen Höchstförderbetrag von jährlich 12,89 Millionen Euro bekamen die RWTH Aachen sowie die Universitäten Bonn, Dresden, Heidelberg und Konstanz zugesprochen; der Berliner Exzellenzverbund kommt auf 24 Millionen Euro jährliche Förderung, die die beteiligten Hochschulen untereinander aufteilen.

## Zweite Ausschreibungsrunde der Exzellenzstrategie
Die zweite Ausschreibungsrunde der "Exzellenzstrategie des Bundes und der Länder" erfolgte im Jahr 2025. Dabei hat die Exzellenzkommission am 22. Mai 2025 entschieden, welche Exzellenzcluster ab 2026 wiederum für die Dauer von sieben Jahren gefördert werden. Projekte, die nun zum zweiten Mal in die Förderung durch die Exzellenzstrategie aufgenommen wurden, können in einer dritten Ausschreibungsrunde nicht mehr teilnehmen.

### Ergebnis
Gemäß der gemeinsamer Pressemitteilung seitens der DFG und dem WR im Mai 2025 wurden aus 98 Förderanträgen insgesamt 70 Exzellenzcluster zur Förderung ausgewählt und in einer Gesamtliste der geförderten Projekte veröffentlicht. Dadurch wurde die maximale Zahl an Projekten bewilligt, die in der Verwaltungsvereinbarung von Bund und Ländern zur Exzellenzstrategie vorgesehen ist.